# Cyphostemma sanctuarium-selousii
Cyphostemma sanctuarium-selousii är en vinväxtart som beskrevs av B. Verdcourt. Cyphostemma sanctuarium-selousii ingår i släktet Cyphostemma och familjen vinväxter. Inga underarter finns listade i Catalogue of Life.